# Сисси (футболистка)
Сислейде ду Амор Лима (порт. Sisleide do Amor Lima; род. 2 июня 1967, Эспланада, Баия), также известна как Сисси (порт. Sissi) — бразильская футболистка, атакующий полузащитник и плеймейкер национальной сборной. Бронзовый призёр чемпионата мира 1999 года. Входит в число двадцати лучших футболисток в истории футбола по версии газеты «Гардиан».

## Биография
В футбол начала играть в родной Эспланаде вместе со старшим братом и отцом, когда ей было семь лет. В возрасте 14-ти лет переехала в Салвадор, чтобы продолжить карьеру футболистки. В 16 лет дебютировала в составе сборной Бразилии. 
Выступала за ряд бразильских клубов. В 2001 году переехала в США, на протяжении трёх лет выступала за «Сан-Хосе Сайбер Рэйс» в чемпионате WUSA, первой женской профессиональной лиги в США.
В 2004 году перешла в «Калифорния Сторм» и до 2008 года играла за команду в чемпионате WPS.
В 2009 году была назначена ассистентом главного тренера клуба «Голд Прайд». В июне 2009 года также была внесена в заявку как игрок, в 42 года став самой возрастной футболисткой лиги WPS. Сыграла за клуб в трёх матчах. 
На чемпионате мира 1999 года забила семь мячей и разделила Золотую бутсу лучшего бомбардира с китаянкой Сунь Вэнь. 
После завершения игровой карьеры занимается тренерской работой в различных студенческих командах («Лас-Позитас», «Дьябло-Вэлли», «Уолнат-Крик», «Солано Коммьюнити»).